# لیگ مدیترانه‌ای‌ها

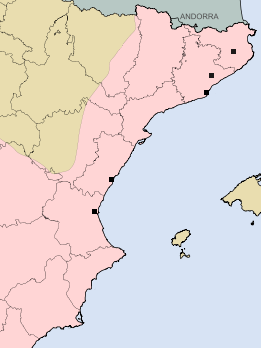
تیم های شرکت کننده در لیگ مدیترانه ای فوتبال

لیگ مدیترانه‌ای‌ها (به انگلیسی: Mediterranean League) لیگ فوتبالی بود که در ناحیه جمهوری اسپانیا در زمان جنگ داخلی اسپانیا برگزار شد. این رقابت‌ها در اوایل سال ۱۹۳۷ میلادی برگزار و باشگاه فوتبال بارسلونا فاتح این رقابت‌ها شد.